# Chorisastrea
Genre
Espèces de rang inférieur
- † Chorisastrea caquerellensis Koby[2], 1885
- † Chorisastrea elegans Koby, 1885
- † Chorisastrea glomerata Koby, 1885
- † Chorisastrea sp. Gill, 1967

Chorisastrea est un genre éteint de coraux durs de la famille également éteinte des Calamophylliidae et de l'ordre des Scleractinia (ou scléractiniaires).
Les 3 espèces décrites par Koby proviennent toutes du hameau de La Caquerelle dans la commune de Asuel, dans le Jura Bernois, en Suisse alors que l'espèce décrite par Gill provient de la localité Hathira, dans le Wadi Matmor Gadol en Israël. Toutes ces espèces proviennent de terrains du Jurassique.
Note : Fossilworks considère le nom Chorisastrea Fromentel, 1861comme un synonyme de Latomeandra de la famille éteinte des Latomeandridae.